# Thủ tướng Ireland
Thủ tướng Ireland (Taoiseach /ˈtiːʃəx/) là người đứng đầu chính phủ của Cộng hòa Ireland. Thủ tướng được tổng thống Ireland bổ nhiệm theo đề cử của Hạ viện Ireland và phải được quá nửa số hạ nghị sĩ tín nhiệm để giữ chức vụ.
Hiến pháp Ireland năm 1937 quy định tên gọi chức vụ người đứng đầu chính phủ của Cộng hòa Ireland là taoiseach, trong tiếng Ireland có nghĩa là "thủ lĩnh" hoặc "lãnh đạo". Đây là tên gọi chính thức của thủ tướng Ireland trong tiếng Anh và tiếng Ireland và không được dùng cho thủ tướng của các nước khác, những thủ tướng khác được gọi bằng príomh-aire trong tiếng Ireland.

## Tổng quan
Hiến pháp Ireland quy định thủ tướng được quá nửa số hạ nghị sĩ đề cử và được tổng thống chính thức bổ nhiệm. Tổng thống không có quyền từ chối bổ nhiệm người được Hạ viện chỉ định nên có thể nói một cách không chính thức rằng thủ tướng được Hạ viện "bầu" ra.
Nếu thủ tướng mất tín nhiệm của Hạ viện thì thủ tướng phải từ chức hoặc đề nghị tổng thống giải tán Hạ viện và tổ chức cuộc bầu cử mới; trong trường hợp tổng thống từ chối đề nghị của thủ tướng thì thủ tướng phải từ chức. Cho đến nay, chưa có tổng thống nào từ chối đề nghị giải tán Hạ viện của thủ tướng. Thủ tướng có thể bị Hạ viện bỏ phiếu bất tín nhiệm hoặc lấy phiếu tín nhiệm thất bại. Ngoài ra, Hạ viện có thể bác bỏ dự toán ngân sách nhà nước của chính phủ, luôn được coi là một vấn đề tín nhiệm. Trong trường hợp thủ tướng từ chức thì thủ tướng tiếp tục làm nhiệm vụ cho đến khi thủ tướng mới được bổ nhiệm.
Thủ tướng đề cử các thành viên khác của Chính phủ để cho tổng thống bổ nhiệm với sự đồng ý của Hạ viện và có quyền đề nghị tổng thống miễn nhiệm các bộ trưởng. Thủ tướng có quyền bổ nhiệm 11 thượng nghị sĩ của Thượng viện Ireland.
Phủ Thủ tướng giúp thủ tướng thực hiện nhiệm vụ. Thủ tướng được những quốc vụ khanh tại Phủ Thủ tướng hỗ trợ, một trong số quốc vụ khanh phụ trách kỷ luật đảng.

### Lương
Từ năm 2013, mức lương hàng năm của thủ tướng là 185.350 euro. Khi Enda Kenny nhậm chức thủ tướng, mức lương bị cắt giảm từ 214.187 euro xuống còn 200.000 euro, trước khi tiếp tục bị cắt giảm xuống còn 185.350 euro theo Thỏa thuận đường Haddington vào năm 2013.

### Nơi ở chính thức
Năm 2008, có đồn đoán rằng Steward's Lodge tại nhà khách chính phủ Farmleigh giáp với Công viên Phoenix sẽ trở thành nơi ở chính thức của thủ tướng, nhưng chính phủ không có tuyên bố chính thức nào về việc này. Ngôi nhà được nhà nước mua lại vào năm 1999 với giá 29,2 triệu euro như một phần của Farmleigh và được cải tạo với chi phí gần 600.000 euro vào năm 2005. Thủ tướng Brian Cowen thỉnh thoảng ở tại ngôi nhà, và các thủ tướng Enda Kenny và Leo Varadkar trả 50 euro một đêm để dùng ngôi nhà nhằm tránh phải trả thuế lợi ích hiện vật nếu được nhà nước cho sử dụng miễn phí.

### Chức vụ hiện đại

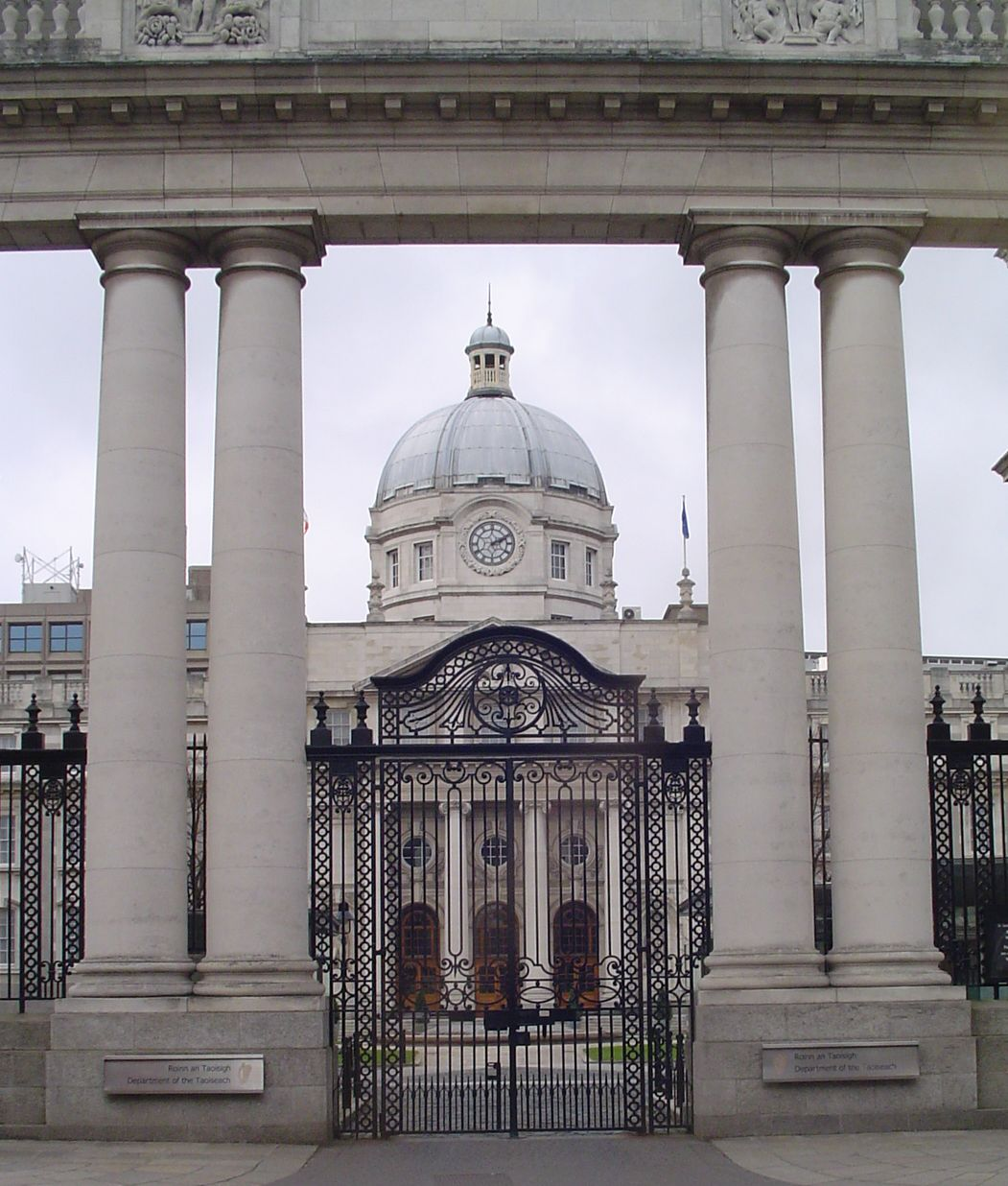
Phủ Thủ tướng tại Trụ sở Chính phủ, đường Merrion, Dublin

## Lịch sử